# Ministerul groazei
Ministerul groazei (în engleză Ministry of Fear) este un film noir american cu spioni din 1944, regizat de Fritz Lang, cu Ray Milland și Marjorie Reynolds în rolurile principale. Bazat pe romanul omonim din 1943 al lui Graham Greene, filmul spune povestea unui bărbat care a fost eliberat dintr-un azil de bolnavi mintali și care se trezește prins într-un circuit internațional de spioni și urmărit de agenți naziști după ce a primit din neatenție ceea ce aceștia își doreau. Muzica originală a filmului a fost compusă de Victor Young.

## Rezumat
În timpul războiului în Anglia, în timpul Blitz-ului, Stephen Neale este eliberat din azilul Lembridge. În timp ce așteaptă un tren spre Londra, Neale vizitează un festival găzduit de organizația de caritate Mamele din Națiunile Libere. El încearcă să ghicească cât cântărește un tort și este îndemnat să meargă la cortul ghicitoarei, pentru a-și afla viitorul, la doamna Bellane, o femeie în vârstă. El îi cere să ignore trecutul și să-i spună viitorul, ceea ce o sperie. Ea îi spune în mod criptic să ghicească din nou cât cântărește tortul și să spună că are 5 livre 15½ uncii. Neale câștigă astfel tortul. Apoi un tânăr blond se grăbește să o vadă pe doamna Bellane. Oamenii încearcă să-l convingă pe Neale să-i dea tortul bărbatului blond, dar Neale refuză.
Neale pleacă din Lembridge cu trenul, împreună cu un orb. În compartimentul său, Neale îi oferă din tort orbului. Neale îl vede pe orb fărâmițându-și porția. Când trenul se oprește în timpul unui raid aerian, însoțitorul lui Neale se dovedește a nu fi orb. El îl lovește pe Neale cu bastonul, fură tortul și fuge, iar Neale îl urmărește. Bărbatul trage în el, dar este ucis de o bombă lansată de un avion german. Neale găsește revolverul bărbatului și apoi se duce mai departe la Londra.
Neale îl angajează pe detectivul privat George Rennit pentru a-l ajuta să investigheze Mamele din Națiunile Libere. Neale îi întâlnește pe Willi Hilfe și pe sora lui Carla, refugiați din Austria care conduc organizația de caritate. Willi îl duce pe Neale la conacul din Londra al doamnei Bellane (urmat de detectivul Rennit). Neale este șocat să descopere că această doamnă Bellane este o tânără medium frumoasă. Ea îi invită să rămână la sedinta ei de spiritism. Printre ceilalți participanți se numără artista Martha Penteel, psihiatrul Dr. Forrester și Mr. Cost, bărbatul blond de la sărbătoare. După ce luminile se sting, o voce misterioasă susține că a fost otrăvită de Neale. Apoi se aude o împușcătură – după ce se aprind luminile, Cost apare ca fiind împușcat mort. Neale recunoaște că pistolul orbului este la el, dar spune că nu a tras el. Fuge cu ajutorul lui Willi.
Neale se duce în biroul lui Rennit, doar pentru a afla că a fost jefuit. Vorbește cu Carla. Un raid aerian îi obligă pe cei doi să se adăpostească într-o stație de metrou, unde Neale dezvăluie că plănuise să-și eutanasieze soția bolnavă în stadiu terminal. El s-a răzgândit, dar ea s-a sinucis folosind otrava pe care el o cumpărase. Din cauza circumstantelor, Neale a primit o pedeapsa usoara de doi ani în azilul de boli mentale din Lembridge.
A doua zi dimineață, Carla îl ascunde pe Neale la librăria unui prieten. Neale observă o carte a lui Forrester, Psihanaliza nazismului. Carla dezvăluie că Forrester este unul dintre voluntarii ei, precum și consultant al Ministerului Securității Interne. Neale este convins că organizația Carlei este un paravan pentru spionii naziști. Carla află că aproape toți cei suspectați de Neale sunt voluntari de caritate, toți recomandați de Forrester. Ea îi spune lui Willi despre descoperirea ei și recunoaște că îl iubește pe Neale.
În după-amiaza aceea, Neale merge la apartamentul lui Penteel, unde o găsește pe doamna Bellane. Cei doi au un duel verbal. El fuge când Penteel revine în apartament și începe să țipe după poliție.
Mai târziu, Carla îi spune lui Neale ce a aflat. Librarul cere cuplului să livreze niște cărți într-o valiză, dar cei doi sunt aproape uciși de bomba din interior.
Neale se trezește în spital, prizonierul inspectorului de la Scotland Yard, Prentice. Neale îl convinge pe Prentice să caute dovezi în craterul bombardat unde a fost ucis falsul orb. Neale găsește un microfilm cu secrete militare în interiorul unei bucăți de tort aflat într-un cuib de pasăre. Oficialii insistă că documentele au fost scoase dintr-un seif doar de două ori, a doua oară când a fost prezent croitorul lui Forrester, Travers. Neale își amintește că apartamentul gol a fost închiriat pe numele lui Travers.
Prentice și Neale merg la croitorie și descoperă că Travers este domnul Cost. Travers sună aparent un client pentru un costum - este de fapt un mesaj codificat. Apoi, văzând că este prins în capcană, se sinucide. Când Neale formează numărul, Carla răspunde.
Neale se strecoară din croitorie pentru a pleca să o înfrunte pe Carla. Willi apare, înarmat cu un pistol și recunoaște că el este șeful cercului de spioni. O altă copie a microfilmului este cusută în costumul primit de la Travers. Carla aruncă cu un sfeșnic, lovind mâna fratelui ei care îl amenința pe Neale cu un pistol. Cei doi bărbați se luptă, iar Carla ia pistolul. Când ea refuză să i-l dea lui Willi, acesta încearcă să fugă, dar ea îl împușcă mortal prin ușă. Forrester și alți agenți naziști îi urmăresc pe Neale și Carla. Prentice sosește și îi ucide pe naziștii rămași.

## Distribuție
- Ray Milland - Stephen Neale
- Marjorie Reynolds - Carla Hilfe
- Carl Esmond - Willi Hilfe/Mr. Macklin
- Hillary Brooke - Mrs. Bellane #2
- Percy Waram - Inspector Prentice
- Dan Duryea - Cost/Travers
- Alan Napier - Dr. Forrester
- Erskine Sanford - George Rennit
- Mary Field - Martha Penteel
- Aminta Dyne - Mrs. Bellane #1

## Comparație cu romanul
Protagonistul lui Graham Greene, Arthur Rowe (Stephen Neale în film), este profund chinuit de vinovăție pentru că și-a ucis soția. În film, aceasta este o simplă ucidere prin milă, o sinucidere asistată. În carte, Rowe strecoară otrava în laptele soției sale – „ce gust ciudat are”, spune ea – și o lasă să moară singură. În ciuda constatării oficiale a unei ucideri din milă, el crede „că a avut dreptate, iar justiția l-a condamnat”. El știe că fapta nu a fost doar de a pune capăt suferinței ei, cât de a pune capăt și suferinței sale. Acest sentiment copleșitor de vinovăție, care pătrunde în roman de la început până la sfârșit, este absent din film.
Filmul omite toată perioada de încarcerare a lui Rowe în azilul privat al doctorului Forester, când Rowe are amnezie după ce bomba din valiza-capcană  cu cărți a explodat. Treptat își dă seama că instituția este condusă de agenți naziști și că deținuții care află prea multe sunt eliminați. Deși este dureros să-și recapete amintirile, își dă seama că trebuie să-și amintească tot ce poate și să evadeze ca să informeze poliția.
Femeia de care se îndrăgostește, Anna Hilfe (Carla Hilfe în film), în filmul lui Fritz Lang nu este implicată în activitățile de spionaj ale fratelui ei. În roman, ea nu-și împușcă mortal fratele și nu există niciun schimb de focuri pe acoperiș cu agenții naziști. Fratele ei Willi Hilfe, înarmat cu o armă cu un singur glonț, se sinucide (în roman), într-o toaletă din gară, atunci când își dă seama că nu poate scăpa. Anna (Carla) trebuie să se teamă toată viața ei că va fi demascată ca spion, la fel cum Rowe (Neale) se teme de expunerea sa ca un criminal. Merg mai departe împreună, îndrăgostiți, dar în carte nu seamănă deloc cu cuplul fericit și lipsit de griji portretizat în film: „Vor trebui să pășească cu grijă toată viața, să nu vorbească niciodată fără să se gândească de două ori... Nu vor ști niciodată ce înseamnă să nu le fie frică..." Astfel, această temă, nu urmărirea de spionaj din film, este în centrul romanului lui Graham Greene.

## Primire
Într-o recenzie din perioada premierei, Bosley Crowther de la The New York Times a scris pozitiv despre Ministerul groazei, declarând: „Domnul Lang a oferit filmului ceva din calitatea înfricoșătoare a unora dintre primele sale thrillere germane.”
Dave Kehr de la Chicago Reader a lăudat filmul, scriind că „acest thriller din 1944 reprezintă o întâlnire epocală a doi maeștri ai vinovăției și paranoiei catolice, romancierul Graham Greene și regizorul Fritz Lang... Calitatea halucinantă a primei scene (un târg de țară inocent se dovedește a fi un cuib de spioni) amintește de filmele expresioniste ale lui Lang din anii 1920, dar acesta este un film mai matur, mai controlat, un produs Lang mai bun și mai pur.”
Judd Blaise, scriind pentru Allmovie, a afirmat: „Deși nu atinge același nivel de clasic atemporal ca adaptarea lui Greene, Al treilea om (regia Carol Reed), de patru ani mai târziu, Ministerul groazei este un exemplu de film noir bine făcut, captivant și inteligent.”